# 奥市公園野球場
奥市公園野球場（おくいちこうえんやきゅうじょう）は、岡山県岡山市中区にある野球場。岡山市が所有し両備不動産が指定管理者として管理、運営している。

## 概要
岡山県中学校野球選手権大会・備前西大会が開催される他、草野球に利用されている。
奥市公園内に位置しており、西隣に補助球場2面と相撲場がある。付近には岡山県護国神社がある。

## 施設概要
- 両翼：85.92m、中堅：104.32m
- 内野：黒土真砂土混合、外野：天然芝
- スコアボード：パネル式
- 照明設備：あり
- 座席 内野：200人

## 交通
- 岡山県道28号岡山牛窓線
- 両備バス西大寺行きに乗車、「護国神社」下車